# 塞舌尔行政区划

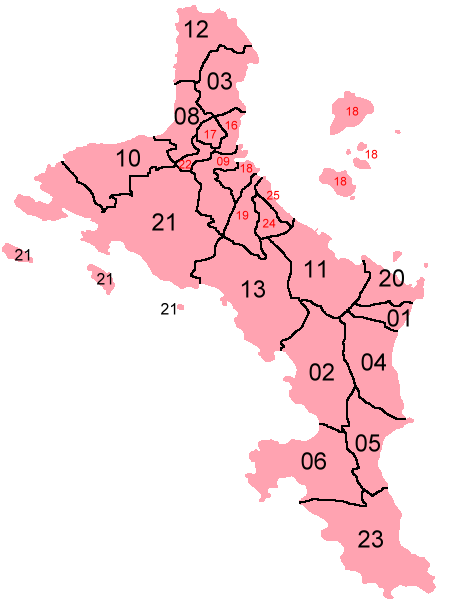
塞舌尔行政区划

塞舌尔划分为25个区，塞舌尔的外岛不属于任何区。首都维多利亚分属3个不同的区。
1. 昂斯欧潘区（Anse aux Pins）
2. 昂斯布瓦洛区 （Anse Boileau）
3. 昂斯埃图瓦勒区（Anse Etoile）
4. 欧卡普区 （Au Cap）
5. 昂斯鲁瓦亚勒区（Anse Royale）
6. 拜拉扎尔区 （Baie Lazare）
7. 拜圣安娜区 （Baie Sainte Anne）
8. 博瓦隆区（Beau Vallon）
9. 贝莱尔区（Bel Air）
10. 贝隆布尔区（Bel Ombre）
11. 喀斯喀特区（Cascade）
12. 格拉西区（Glacis）
13. 格朗当斯区 (马埃岛)（Grand'Anse Mahé）
14. 格朗当斯区 (普拉兰岛) (Grand'Anse Praslin)
15. 拉迪格与内岛区（La Digue et les îles Intérieures）
16. 英吉利河区（La Rivière Anglaise）
17. 蒙比克斯通区（Mont Buxton）
18. 蒙弗勒里区（Mont Fleuri）
19. 普萊桑斯區（Plaisance）
20. 潘特拉吕区 （Pointe La Rue）
21. 格洛港区 （Port Glaud）
22. 圣路易区（Saint Louis）
23. 塔卡马卡区（Takamaka）
24. 莱马梅勒区（Les Mamelles）
25. 罗什凯曼区(Roche Caïman)
26. 外岛